# Ново-Васильевка (Восточно-Казахстанская область)
Ново-Васильевка (каз. Жаңа Васильевка) — упразднённое село в Бородулихинском районе Восточно-Казахстанской области Казахстана. Ликвидировано в 2018 г. Входило в состав Ленинского сельского округа. Код КАТО — 633855600.

## Население
В 1999 году население села составляло 59 человек (27 мужчин и 32 женщины). По данным переписи 2009 года, в селе проживало 40 человек (21 мужчина и 19 женщин).